# Syndrome d'hyperinsulinisme et hyperammoniémie
Le syndrome d'hyperinsulinisme et hyperammoniémie (HI/HA) est une maladie autosomique dominante qui entraîne une production excessive d'insuline et d'ammoniac chez les mammifères.

## Sources
- (en) Benjamin Glaser, Familial Hyperinsulinism In GeneTests: Medical Genetics Information Resource (database online). Copyright, University of Washington, Seattle. 1993-2005
- Fiche Orphanet